# Institut posuzování zdravotního stavu
Institut posuzování zdravotního stavu, zkráceně IPZS, je správní úřad České republiky. Má celostátní působnost a sídlí v Hradci Králové. Posuzuje zdravotní stav a pracovní schopnost fyzických osob pro účely sociálního zabezpečení a pro účely poskytnutí dávek a průkazu osoby se zdravotním postižením a plní další úkoly svěřené zákonem.

## Historie
Institut posuzování zdravotního stavu vznikl k 1. 1. 2024, a to v souvislostí s reorganizací České správy sociálního zabezpečení. Vznik IPZS připravilo Ministerstvo práce a sociálních věcí. Příslušný pozměňovací návrh zákona poté předložila skupina poslanců v čele s Vítem Kaňkovským (KDU-ČSL). Před vznikem IPZS vykonávaly její činnost organizační útvary lékařské posudkové služby. Po dokončení transformace bylo zrušeno ústředí lékařské posudkové služby v Praze. Nově vzniklý IPZS začal sídlit v Hradci Králové. Od vzniku IPZS si Česká správa sociálního zabezpečení slibovala rychlejší vyřizování dávek. Sjednocení posuzování zdravotního stavu pod jednu organizaci mělo přinést sjednocení postupů a zajistit aplikaci pokroků v medicíně do posudkové praxe. Jednotlivá pracoviště na bývalých okresních správách sociálního zabezpečení byla zachována. Zaměstnanci pouze přešli pod IPZS. 